# Burgstall Biesenberg
Burgstall Biesenberg ist die Bezeichnung einer historischen Befestigungsanlage auf einem Bergsporn südlich von Biesenberg, einem Ortsteil des Marktes Heimenkirch im Landkreis Lindau (Bodensee) im bayerischen Westallgäu.

## Lage
Die Reste der Spornburg liegen in der Waldflur Rotschachen nahe dem abgegangenen Altweiler Biesenberg (Altbiesenberg), auf einem etwas höher gelegenen Areal südsüdwestlich der Wüstung. Angelegt wurde die Befestigung auf einer schmalen Geländezunge zwischen den Tobeln zweier, der Leiblach zustrebender, Waldbäche die sich unterhalb der Spornspitze vereinen.
Dieser Standort bot ideale Voraussetzungen zur Errichtung einer hochmittelalterlichen Spornburg. Insbesondere weil Burgenbauer des 11. oder 12. Jahrhunderts hier möglicherweise auf eine schon bestehende, in vorgeschichtlicher Zeit errichtete Schanzanlage zurückgreifen konnten.

## Kontroverse über Ursprung und Nutzung der Anlage
Regionale Quellen benennen das verschwundene Befestigungswerk als Erdburg oder Fliehburg früherer Bewohner der Region. Die Anlage wird darin als „Erdburg Rotschachen“, oder auch als „Erd- und Flieburg Biesenberg“ bezeichnet und in der Flur „Auf´m Rotschachen“ verortet. Franz Ludwig Baumann mutmaßte in seiner „Geschichte des Allgäus“ die in vorrömischer Zeit hier ansässigen Vindeliker als Erbauer.
Ein 1973 in den „Westallgäuer Heimatblättern“ veröffentlichter Aufsatz von 1943 des damaligen hauptamtlichen Heimatpflegers für den Bezirk Schwaben Bartholomäus Eberl, trägt den Titel: „Die Befestigung auf dem Biesenberg, Gem. Heimenkirch“. Eberl widerspricht darin nachdrücklich der baumannschen These einer vorgeschichtlichen Erdburg an diesem Standort und vertritt die Meinung, dass es sich ganz augenscheinlich, auch aufgrund der Spornlage, um eine hochmittelalterliche Burganlage handeln müsse. Dazu hatte er eine handgefertigte Lagezeichnung des nach seiner Meinung mittelalterlichen Burgstalls dem Aufsatz beigefügt.
Zwei Auszüge aus dem Artikel
Seine Beschreibung der Anlage:

„Die 55 m lange, an der Spitze 7, an der Bergseite 22 m breite Hauptburg ist auf der Nordspitze gegen den zur Vereinigung der Kumpfbäche sich absenkenden schmalen Grat durch einen Graben mit überhöhender Anböschung abgesetzt. Randwall ist keiner vorhanden. Gegen die Bergseite ist sie geschützt durch 2 Gräben von 18 und 10 m Breite, welche durch einen kräftigen Wall voneinander geschieden werden. Das Ostende dieses Wall reicht ein Stück weit den Hang hinunter. Die nach außen sich anschließende Vorburg bildet ein Vieleck mit einer Fläche von etwa 60 × 25 m. Sie ist durch einen geraden über das Plateau von Bachrinne zu Bachrinne gezogenen Graben von 7 m Breite geschützt. Auf der Innenseite des Grabens sitzt ein schwacher Wall. Auch hier zeigen sich keine Spuren eines Randwalles. Auf dem Gelände vor der Vorburg zeigen sich in 12 und 23 m Abstand vom Graben die flachen Teller zweier Kohlenmeiler, umrandet von je einem 11 m im Durchmesser haltenden Wällchen aus Kohlenlöschmaterial. Weitere Wehranlagen sind nicht zu bemerken, auch Gebäudereste sind nicht mit Sicherheit fest zu stellen.“

Seine Einschätzung zur Herkunft der Anlage:

„Für die Deutung Baumanns als keltische Erdburg ist nach der Gestaltung der Anlage kein Anhaltspunkt vorhanden. Profil und Art der Anlage sprechen für mittelalterliche Entstehung. Datierende Funde sind bisher nicht zutage gekommen.“

## Mittelalterliche Burg Biesenberg
Gleichwohl hat offenkundig eine mittelalterlich/neuzeitliche „Burg Biesenberg“ existiert, unabhängig davon wo diese tatsächlich stand. Dies wird durch mehrere Faktoren untermauert:
- Die Mothenmühle an der Laiblach bei Mothen wird als die frühere Burgmühle der Burg Biesenberg genannt.[6]
- Die Inschrift auf einem, auf Initiative des Heimatforschers und Kemptener Bürgermeisters Otto Merkt, in den 1930er Jahren auf dem Burgareal errichteten Gedenkstein lautet: Burgstelle Biesenberg, erwähnt 1127, Hartholf von Piesenperch, welfischer Dienstmanne[7]
- Der private Burgenatlas "alleburgen.de" listet für den hier behandelten Standort eine Burg Biesenberg. Als Quelle wird darin ein vom Bayerischen Landesamt für Denkmalpflege (BLfD) im Jahr 1985 herausgegebenes Buch über Denkmäler in Schwaben angegeben.

## Heutiger Zustand
Die Befestigungsanlage wurde archäologisch erfasst und als Bodendenkmal (D-7-8325-0013) unter Schutz gestellt.
In der amtlichen Denkmalliste des BLfD für Heimenkirch wird dieses Bodendenkmal ausschließlich als „Mittelalterlicher Burgstall“ bezeichnet. Jedoch nicht, wie bei vorzeitlichen Wallburgen und Schanzanlagen üblich, als „Befestigung vor- und frühgeschichtlicher oder frühmittelalterlicher Zeitstellung“.
Da in der Umgebung von Biesenberg und Mothen kein weiterer archäologischer Befund (abgesehen vom römischen Burgus Kappen) über eine historische Befestigung vorliegt und das hier behandelte Gelände amtlicherseits als „mittelalterlicher Burgstall“ benannt wird, dürfte die Burg Biesenberg mit hoher Wahrscheinlichkeit hier gestanden haben.